# Spirit in the Sky (Keiino)
Spirit in the Sky è il singolo di debutto del gruppo musicale norvegese Keiino, pubblicato il 25 gennaio 2019. Il brano è stato scritto e composto dai tre membri del complesso, Tom Hugo Hermansen, Fred René Buljo e Alexandra Rotan, e da Henrik Tala e Alex N. Olsson. La canzone, cantata in lingua inglese, presenta alcuni versi in lingua sami.
Con Spirit in the Sky i Keiino si sono presentati a Melodi Grand Prix 2019, il processo di selezione norvegese per la ricerca del rappresentante eurovisivo norvegese. Nella finale del 2 marzo il pubblico li ha scelti come vincitori e, di conseguenza, come rappresentanti norvegesi all'Eurovision Song Contest 2019 a Tel Aviv. Dopo essersi qualificati dalla seconda semifinale del 16 maggio, si sono esibiti per quindicesimi nella finale del 18 maggio successivo. Qui si sono classificati al 6º posto su 26 partecipanti con 331 punti totalizzati, di cui 291 dal televoto e 40 dalle giurie. Sono risultati i più votati dal pubblico a casa dell'intera edizione, e hanno vinto il televoto di Australia, Danimarca, Germania, Irlanda, Islanda, Paesi Bassi, Regno Unito e Svezia, mentre per il pubblico italiano sono stati i secondi preferiti. Tuttavia, nel voto della giuria si sono piazzati solo al 18º posto.

## Tracce
Download digitale
1. Spirit in the Sky – 3:05

## Classifiche

### Classifiche settimanali
| Classifica (2019) | Posizione massima |
| ----------------- | ----------------- |
| Austria           | 61                |
| Belgio (Fiandre)  | 69                |
| Estonia           | 11                |
| Grecia            | 53                |
| Irlanda           | 84                |
| Islanda           | 11                |
| Lituania          | 12                |
| Norvegia          | 1                 |
| Paesi Bassi       | 59                |
| Regno Unito       | 61                |
| Svezia            | 33                |
| Svizzera          | 7                 |

### Classifiche di fine anno
| Classifica (2019) | Posizione |
| ----------------- | --------- |
| Norvegia          | 23        |